# Cimone Jaya
Cimone Jaya is een bestuurslaag in het regentschap Tangerang van de provincie Banten, Indonesië. Cimone Jaya telt 14.418 inwoners (volkstelling 2010).